# Тайната на Мунака
„Тайната на Мунака“ (на английски: The Secret of Moonacre) е британско-френско-унгарски приключенски филм от 2008 г., на режисьора Габор Чупо. Премиерата на филма е на 6 февруари 2009.

## В ролите
| Актьор             | Роля               |
| ------------------ | ------------------ |
| Дакота Блу Ричардс | Мария Мериуифър    |
| Тим Къри           | Бенджамин          |
| Йоен Графад        | Кюер Де Нуа        |
| Наташа МакЕлхън    | Лавдей             |
| Анди Линдън        | Мармеджикс Скарлет |
| Золтан Барабаш Кис | Дулак              |